# 河清玉
河清玉（韓語：하청옥），韓國電視劇編劇。

## 作品

### 電視劇
- 2002年：KBS《為什麼女人？》
- 2004年：SBS《大小姐們》
- 2006年：SBS《我也要去》
- 2008年：MBC《絕世女警朴真金》
- 2010年：SBS《南瓜花純情》
- 2013年：MBC《金子輕鬆出來吧》
- 2015年：MBC《讓女人哭泣》
- 2017年：MBC《你太過分了》
- 2021年：MBC《成為飯吧》

## 外部連結
- NAVER搜索 （页面存档备份，存于）